# Посканте (Бергамо)
Посканте је насеље у Италији у округу Бергамо, региону Ломбардија.
Према процени из 2011. у насељу је живело 595 становника. Насеље се налази на надморској висини од 412 м.